# Zrodzony
Zrodzony (tyt. oryg. Borne) – amerykańska powieść postapokaliptyczna autorstwa Jeffa VanderMeera z 2017. W USA ukazała się nakładem MCD/FSG. W Polsce pojawiła się w ramach serii wydawniczej Uczta Wyobraźni wydawnictwa Mag w tłumaczeniu Roberta Wliśa w 2018. W wydaniu ukazało się również opowiadanie Dziwny Ptak (ang. The Strange Bird), którego fabuła jest bezpośrednio powiązana z powieścią. Paramount Pictures wykupiło prawa do stworzenia adaptacji filmowej powieści.

## Fabuła
Akcja powieści rozgrywa się w postapokaliptycznej przyszłości, w ruinach bezimiennego miasta, które zostało zdominowane przez gigantycznego niedźwiedzia o imieniu Mord. Główna bohaterka, Rachel, jest zbieraczką, która kolekcjonuje różne organizmy modyfikowane genetycznie oraz różnorodne eksperymenty stworzone przez organizację zajmującą się biotechnologią o nazwie Firma. Mieszka wraz z partnerem w Balkonowych Klifach. Pewnego dnia natrafia na stworzenie przypominające ukwiał, któremu nadaje imię Zrodzony. 